# Airmesu
Airmesu is een bestuurslaag in het regentschap Bangka Tengah van de provincie Bangka-Belitung, Indonesië. Airmesu telt 5257 inwoners (volkstelling 2010).